# Климат Владивостока
Климат Владивостока муссонный.
Средняя температура августа: 19,8 °C.
Абсолютный максимум температуры: +33,6 °C (зарегистрирован 16 июля 1939 и 17 июля 1958).
Средняя температура января: −12,3 °C.
Абсолютный минимум температуры: −31,4 °C (зарегистрирован 10 января 1931).
Рекордный максимум осадков за сутки: 243,5 мм (13 июля 1990, тайфун «Робин»).
Атмосферное давление в среднем 763 мм ртутного столба.

## Пункты метеонаблюдений
В пределах городского округа Владивостока существует несколько площадок для наблюдений за погодой. Из-за особенностей рельефа и различного расстояния до моря их климат неодинаков.
- Метеостанция «Владивосток» (сопка Рабочая, 187 м), норма 1981—2010 гг. Данные метеостанции являются главными для города и используются в климатических справочниках. Средняя температура за год +4,9 °С. Теплообеспеченность климата составляет свыше 2300 °С, но высокая среднегодовая скорость ветра (6,0 м/с) существенно понижает данный показатель применительно к живой природе. Среднегодовая относительная влажность воздуха — 71 %, что близко к Хабаровску (72 %) и Ростову-на-Дону (72 %). Зимой влажность низкая, а летом, наоборот, высокая.
- Метеостанция «Садгород» (сопка Земляничная, 79 м), периоды 1965—1976 гг. и 1988-? гг. Среднегодовая температура +5,3 ° (в январе −12,4 °С, в августе +20,7°С). Абсолютный минимум −31,8 °С, абсолютный максимум +35,6 °С. Среднегодовая скорость ветра — 2,3 м/с. Период без заморозков — 185 дней. Благодаря значительно более слабому ветру эффективная (ощущаемая человеком) температура воздуха круглый год значительно выше, чем на метеостанции «Владивосток».[1]
- Гидрологический пост «Владивосток» (северный берег бухты Золотой Рог), период 1977—2006 гг. Данные поста во время летнего муссона находятся в большой зависимости от температуры воды в бухте Золотой Рог. Среднегодовая температура воздуха +6,0 °С (в январе −12,0 °С, в августе +21,3 °С). Среднегодовая скорость ветра — 3,0 м/с.
- Гидрологический пост «Токаревский маяк», период 1977—2006 гг. От гидрологического поста «Владивосток» отличается более холодной зимой (при схожем лете) и более сильным ветром.[2].

## Зима
В зимний период во Владивостоке господствует сухой и холодный континентальный воздух, обуславливающий ясную морозную погоду. Средняя продолжительность зимнего периода составляет 132 дня, начало приходится на 13 ноября, последний зимний день на 23 марта,что сравнимо с продолжительностью климатической зимы в Москве (133 суток).
В течение зимы в городе бывает обычно около 18 пасмурных дней и примерно 27 дней с осадками. Осадки выпадают в виде снега. Но в отдельные годы возможны смешанные осадки и даже дождь. Метели в городе происходят в среднем на протяжении 8—9 дней. Нередки случаи, когда скорость ветра при метелях возрастает до 15—20 м/с, в этих случаях отмечаются снежные заносы, приводящие к остановке транспорта, прекращению работ.
Оттепели в городе наблюдаются в любой зимний месяц. Типичная их продолжительность 1—2 дня.

## Весна
Весна во Владивостоке продолжительная, длится (с переходом среднесуточной температуры через 0 °C в сторону повышения) с 24 марта по 25 июня, после чего наступает климатическое лето. Средняя суточная температура воздуха выше +5 °C устанавливается в среднем 15 апреля и достигает +10 °C 17 мая. Ночные заморозки прекращаются обычно в первой половине апреля. В целом для весны характерно частое чередование потеплений и похолоданий.

## Лето
Наибольший материальный ущерб нанёс тайфун 7 августа 2001. Во многих местах были размыты автомобильные дороги и железнодорожные пути, в частности, был снесён железнодорожный мост через реку Седанка, построенный в 1897 году, что отрезало Владивосток от Транссибирской магистрали.
Средняя продолжительность климатического лета во Владивостоке составляет более 88 дней (с периодом среднесуточных температур выше +15 градусов). Начинается лето в среднем 26 июня, на неделю позже, чем в Находке, это связано с большим количеством туманов во Владивостоке в начале лета, а следовательно несколько отстающей температурой из-за большей влажности воздуха в этот период. С 6-го по 20-е августа среднесуточная температура по нормам 1981—2010 гг превышает 20 °C. Последний день летнего периода приходится на 21 сентября.
Для лета характерна неустойчивость погоды. В первую половину лета преобладает облачность и туманы. В августе — сентябре чаще стоит солнечная погода. На летние месяцы приходится большое количество сильных дождей и ливней, которые приносятся с тайфунами, циклонами и фронтальными разделами.

## Осень
Осень во Владивостоке ясная, сухая и тёплая, относительно короткая. Среднесуточная температура воздуха опускается ниже +10 °C с 13 октября и ниже +5 °C с 30 октября. По нормам 1981—2010 годов осень заканчивается 12-го ноября. Первые заморозки в городе в воздухе случаются обычно в конце октября — начале ноября. Туманы осенью бывают в среднем 2-3 дня. Средняя дата появления снежного покрова 18 ноября. Скорости ветра к осени увеличиваются до 7 м/с, максимальная повторяемость дней с ветром более 15 м/с в ноябре составляет 22 дня.

## Климатограмма

### Температура воздуха
| Показатель                              | Янв.  | Фев.  | Март  | Апр. | Май  | Июнь | Июль | Авг. | Сен. | Окт. | Нояб. | Дек.  | Год   |
| --------------------------------------- | ----- | ----- | ----- | ---- | ---- | ---- | ---- | ---- | ---- | ---- | ----- | ----- | ----- |
| Абсолютный максимум, °C                 | 5,0   | 9,9   | 19,4  | 24,1 | 29,5 | 31,8 | 33,6 | 32,6 | 30,0 | 23,4 | 17,5  | 9,4   | 33,6  |
| Средний суточный максимум, °C           | −8,1  | −4,2  | 2,2   | 9,9  | 14,8 | 17,8 | 21,1 | 23,2 | 19,8 | 12,9 | 3,1   | −5,1  | 9,0   |
| Средняя температура, °C                 | −12,3 | −8,4  | −1,9  | 5,1  | 9,8  | 13,6 | 17,6 | 19,8 | 16,0 | 8,9  | −0,9  | −9,1  | 4,9   |
| Средний суточный минимум, °C            | −15,4 | −11,6 | −4,9  | 2,0  | 6,7  | 11,1 | 15,6 | 17,7 | 13,1 | 5,9  | −3,8  | −11,9 | 2,0   |
| Абсолютный минимум, °C                  | −31,4 | −28,9 | −21,3 | −8,1 | −0,8 | 3,7  | 8,7  | 10,1 | 1,3  | −9,7 | −20   | −28,1 | −31,4 |
| Норма осадков, мм                       | 14    | 15    | 27    | 48   | 81   | 110  | 164  | 156  | 119  | 59   | 29    | 18    | 840   |
| Источник: (Метеостанция "Владивосток"). |       |       |       |      |      |      |      |      |      |      |       |       |       |

| Показатель                                        | Янв.  | Фев.  | Март  | Апр. | Май  | Июнь | Июль | Авг. | Сен. | Окт. | Нояб. | Дек.  | Год   |
| ------------------------------------------------- | ----- | ----- | ----- | ---- | ---- | ---- | ---- | ---- | ---- | ---- | ----- | ----- | ----- |
| Абсолютный максимум, °C                           | 5,6   | 5,8   | 13,4  | 22,0 | 25,4 | 32,6 | 31,8 | 31,5 | 29,4 | 21,7 | 15,8  | 7,5   | 32,6  |
| Средний суточный максимум, °C                     | −7    | −4,2  | 3,2   | 10,6 | 15,1 | 18,4 | 22,8 | 24,1 | 20,8 | 13,2 | 4,8   | −3,6  | 9,9   |
| Средняя температура, °C                           | −12   | −8,1  | −0,7  | 6,2  | 11,1 | 14,9 | 19,3 | 21,3 | 17,5 | 10,0 | 0,6   | −7,9  | 6,0   |
| Средний суточный минимум, °C                      | −15,3 | −12,1 | −4,3  | 3,5  | 8,8  | 11,5 | 17,3 | 19,5 | 14,6 | 5,8  | −3,6  | −11,8 | 2,8   |
| Абсолютный минимум, °C                            | −25,3 | −23,8 | −15,2 | −4,4 | 1,8  | 1,2  | 11,2 | 11,9 | 3,6  | −6,6 | −16,2 | −23,3 | −25,3 |
| Температура воды, °C                              | −1,3  | −1,1  | 0,3   | 3,8  | 9,2  | 14,6 | 19,1 | 21,8 | 19,7 | 13,9 | 6,1   | 1,4   | 9,0   |
| Источник: . (Гидрологический пост "Владивосток"). |       |       |       |      |      |      |      |      |      |      |       |       |       |

|                         | Янв I | Янв II | Янв III | Фев I | Фев II | Фев III | Мар I | Мар II | Мар III | Апр I | Апр II | Апр III | Май I | Май II | Май III | Июн I | Июн II | Июн III |
| ----------------------- | ----- | ------ | ------- | ----- | ------ | ------- | ----- | ------ | ------- | ----- | ------ | ------- | ----- | ------ | ------- | ----- | ------ | ------- |
| Абсолютный максимум, °C | 4,1   | 3,9    | 5,0     | 6,0   | 6,8    | 9,9     | 11,4  | 11,2   | 19,4    | 19,5  | 22,7   | 27,7    | 24,4  | 25,5   | 29,5    | 30,5  | 31,2   | 31,8    |
| Средняя температура, °C | −12,4 | −12,7  | −11,9   | −10,2 | −8,2   | −6,3    | −4,4  | −2,1   | 0,5     | 3,1   | 5,2    | 7,0     | 8,4   | 9,8    | 11,1    | 12,3  | 13,6   | 14,9    |
| Абсолютный минимум, °C  | −31,4 | −29,9  | −29,0   | −28,9 | −28,3  | −23,4   | −21,3 | −18,2  | −13,8   | −8,1  | −4,7   | −4,8    | −0,8  | 0,1    | 2,9     | 3,7   | 5,3    | 7,2     |

| Месяц, декада           | Июл I | Июл II | Июл III | Авг I | Авг II | Авг III | Сен I | Сен II | Сен III | Окт I | Окт II | Окт III | Ноя I | Ноя II | Ноя III | Дек I | Дек II | Дек III |
| ----------------------- | ----- | ------ | ------- | ----- | ------ | ------- | ----- | ------ | ------- | ----- | ------ | ------- | ----- | ------ | ------- | ----- | ------ | ------- |
| Абсолютный максимум, °C | 32,5  | 33,6   | 33,5    | 32,6  | 32,0   | 31,7    | 30,0  | 29,3   | 25,0    | 23,4  | 20,7   | 18,5    | 17,5  | 13,4   | 13,2    | 9,4   | 8,2    | 6,4     |
| Средняя температура, °C | 16,3  | 17,6   | 18,8    | 19,9  | 20,1   | 19,4    | 17,9  | 16,1   | 14,1    | 11,8  | 9,2    | 6,0     | 2,3   | −1,0   | −4,1    | −6,8  | −9,2   | −11,1   |
| Абсолютный минимум, °C  | 8,8   | 10,3   | 10,1    | 12,3  | 12,3   | 10,1    | 8,5   | 3,6    | 1,3     | −0,5  | −4,6   | −9,7    | −14,5 | −17,1  | −20,0   | −26,2 | −25,0  | −28,1   |

| Показатель                                       | Янв.  | Фев.  | Март | Апр. | Май | Июнь | Июль | Авг. | Сен. | Окт. | Нояб. | Дек. | Год |
| ------------------------------------------------ | ----- | ----- | ---- | ---- | --- | ---- | ---- | ---- | ---- | ---- | ----- | ---- | --- |
| Средняя температура, °C                          | −13,1 | −10,1 | −2,4 | 4,5  | 9,7 | 12,9 | 17,4 | 19,5 | 15,3 | 8,3  | −1,1  | −9,4 | 4,3 |
| Источник: Северо-Евразийский Климатический Центр |       |       |      |      |     |      |      |      |      |      |       |      |     |

| Максимальная и минимальная среднемесячная температура | Максимальная и минимальная среднемесячная температура | Максимальная и минимальная среднемесячная температура | Максимальная и минимальная среднемесячная температура | Максимальная и минимальная среднемесячная температура | Максимальная и минимальная среднемесячная температура | Максимальная и минимальная среднемесячная температура | Максимальная и минимальная среднемесячная температура | Максимальная и минимальная среднемесячная температура | Максимальная и минимальная среднемесячная температура | Максимальная и минимальная среднемесячная температура | Максимальная и минимальная среднемесячная температура | Максимальная и минимальная среднемесячная температура |
| Месяц                                                 | Янв                                                   | Фев                                                   | Мар                                                   | Апр                                                   | Май                                                   | Июн                                                   | Июл                                                   | Авг                                                   | Сен                                                   | Окт                                                   | Ноя                                                   | Дек                                                   |
| Самый тёплый, °C                                      | −6,7 (1905)                                           | −4,6 (2002)                                           | 1,2 (1990)                                            | 7,4 (2014)                                            | 11,6 (2009)                                           | 17,0 (1894)                                           | 22,6 (2025)                                           | 22,7 (1950)                                           | 18,8 (1890)                                           | 11,5 (1998)                                           | 2,6 (1902)                                            | −4,9 (1955)                                           |
| Самый холодный, °C                                    | −21,5 (1922)                                          | −14,9 (1888)                                          | −7,3 (1895)                                           | 1,0 (1879)                                            | 6,6 (1945)                                            | 9,3 (1983)                                            | 14,4 (1986)                                           | 17,4 (1987)                                           | 13,5 (1972)                                           | 6,3 (1926)                                            | −5,1 (2002)                                           | −17,5 (1947)                                          |
| ----------------------------------------------------- | ----------------------------------------------------- | ----------------------------------------------------- | ----------------------------------------------------- | ----------------------------------------------------- | ----------------------------------------------------- | ----------------------------------------------------- | ----------------------------------------------------- | ----------------------------------------------------- | ----------------------------------------------------- | ----------------------------------------------------- | ----------------------------------------------------- | ----------------------------------------------------- |

| Среднемесячная температура последних десятилетий | Среднемесячная температура последних десятилетий | Среднемесячная температура последних десятилетий | Среднемесячная температура последних десятилетий | Среднемесячная температура последних десятилетий | Среднемесячная температура последних десятилетий | Среднемесячная температура последних десятилетий | Среднемесячная температура последних десятилетий | Среднемесячная температура последних десятилетий | Среднемесячная температура последних десятилетий | Среднемесячная температура последних десятилетий | Среднемесячная температура последних десятилетий | Среднемесячная температура последних десятилетий | Среднемесячная температура последних десятилетий |
| Месяц                                            | Янв                                              | Фев                                              | Мар                                              | Апр                                              | Май                                              | Июн                                              | Июл                                              | Авг                                              | Сен                                              | Окт                                              | Ноя                                              | Дек                                              | Год                                              |
| 2004—2013, °C                                    | −11,7                                            | −8,0                                             | −1,8                                             | 5,4                                              | 10,3                                             | 14,8                                             | 18,5                                             | 21,1                                             | 16,9                                             | 10,0                                             | 0,6                                              | −9,6                                             | 5,5                                              |
| 1994—2003, °C                                    | −13,1                                            | −7,8                                             | −1,0                                             | 6,1                                              | 10,7                                             | 15,4                                             | 18,9                                             | 21,0                                             | 16,8                                             | 9,3                                              | −0,8                                             | −9,3                                             | 5,5                                              |
| 1984—1993, °C                                    | −12,6                                            | −8,5                                             | −1,7                                             | 5,0                                              | 10,2                                             | 13,7                                             | 17,8                                             | 19,8                                             | 15,8                                             | 8,8                                              | −0,9                                             | −9,0                                             | 4,9                                              |
| ------------------------------------------------ | ------------------------------------------------ | ------------------------------------------------ | ------------------------------------------------ | ------------------------------------------------ | ------------------------------------------------ | ------------------------------------------------ | ------------------------------------------------ | ------------------------------------------------ | ------------------------------------------------ | ------------------------------------------------ | ------------------------------------------------ | ------------------------------------------------ | ------------------------------------------------ |

| Среднемесячная температура последних лет | Среднемесячная температура последних лет | Среднемесячная температура последних лет | Среднемесячная температура последних лет | Среднемесячная температура последних лет | Среднемесячная температура последних лет | Среднемесячная температура последних лет | Среднемесячная температура последних лет | Среднемесячная температура последних лет | Среднемесячная температура последних лет | Среднемесячная температура последних лет | Среднемесячная температура последних лет | Среднемесячная температура последних лет | Среднемесячная температура последних лет |                     |                    |                     |
| Месяц                                    | Янв                                      | Фев                                      | Мар                                      | Апр                                      | Май                                      | Июн                                      | Июл                                      | Авг                                      | Сен                                      | Окт                                      | Ноя                                      | Дек                                      | Год                                      | Отклонение от нормы | Абсолютный минимум | Абсолютный максимум |
| 2001 год, °C                             | −16,2                                    | −11,3                                    | −3,2                                     | 6,4                                      | 8,6                                      | 14,7                                     | 18,0                                     | 20,1                                     | 16,4                                     | 10,7                                     | 2,1                                      | −9,5                                     | 4,5                                      | −0,4                | −27,2              | 29,6                |
| 2002 год, °C                             | −9,4                                     | −4,6                                     | 0,9                                      | 5,9                                      | 11,1                                     | 14,7                                     | 16,6                                     | 18,3                                     | 16,4                                     | 6,5                                      | −5,1                                     | −10,2                                    | 5,1                                      | 0,2                 | −20,1              | 28,1                |
| 2003 год, °C                             | −12,1                                    | −7,7                                     | −0,4                                     | 6,7                                      | 10,0                                     | 15,2                                     | 15,8                                     | 19,3                                     | 16,7                                     | 8,9                                      | −0,8                                     | −7,5                                     | 5,4                                      | 0,5                 | −20,8              | 30,6                |
| 2004 год, °C                             | −11,2                                    | −6,7                                     | −1,8                                     | 6,3                                      | 10,9                                     | 16,7                                     | 18,4                                     | 20,1                                     | 16,7                                     | 9,8                                      | 2,4                                      | −10,1                                    | 5,7                                      | 0,8                 | −21,0              | 30,3                |
| 2005 год, °C                             | −11,8                                    | −12,0                                    | −3,1                                     | 5,2                                      | 8,5                                      | 14,4                                     | 17,0                                     | 20,4                                     | 17,0                                     | 9,5                                      | 0,9                                      | −12,7                                    | 4,4                                      | −0,5                | −22,1              | 29,3                |
| 2006 год, °C                             | −12,5                                    | −8,8                                     | −2,2                                     | 3,1                                      | 9,8                                      | 11,9                                     | 18,6                                     | 21,6                                     | 16,7                                     | 9,8                                      | −0,2                                     | −7,4                                     | 5,0                                      | 0,1                 | −23,5              | 29,7                |
| 2007 год, °C                             | −7,1                                     | −4,8                                     | −2,4                                     | 4,8                                      | 10,1                                     | 15,0                                     | 17,1                                     | 20,7                                     | 16,7                                     | 9,4                                      | −0,5                                     | −6,4                                     | 6,1                                      | 1,0                 | −16,3              | 29,4                |
| 2008 год, °C                             | −12,8                                    | −7,7                                     | 1,1                                      | 6,4                                      | 9,5                                      | 14,6                                     | 19,1                                     | 20,2                                     | 17,2                                     | 10,6                                     | −0,3                                     | −7,4                                     | 5,5                                      | 0,6                 | −22,9              | 30,5                |
| 2009 год, °C                             | −10,8                                    | −7,9                                     | −2,3                                     | 6,3                                      | 11,6                                     | 12,4                                     | 15,8                                     | 19,8                                     | 15,6                                     | 9,5                                      | −4,2                                     | −12,1                                    | 4,5                                      | −0,4                | −24,1              | 28,0                |
| 2010 год, °C                             | −12,3                                    | −10,5                                    | −4,8                                     | 3,6                                      | 9,5                                      | 16,7                                     | 18,7                                     | 22,3                                     | 16,5                                     | 8,0                                      | −0,2                                     | −11,0                                    | 5,0                                      | 0,1                 | −24,6              | 31,8                |
| 2011 год, °C                             | −14,8                                    | −7,2                                     | −2,2                                     | 4,5                                      | 7,6                                      | 13,3                                     | 18,0                                     | 20,9                                     | 15,6                                     | 10,3                                     | −0,1                                     | −10,9                                    | 4,6                                      | −0,3                | −26,4              | 30,3                |
| 2012 год, °C                             | −15,0                                    | −9,7                                     | −2,3                                     | 3,9                                      | 9,8                                      | 12,7                                     | 18,2                                     | 19,6                                     | 16,9                                     | 9,0                                      | −0,7                                     | −13,1                                    | 4,1                                      | −0,8                | −22,4              | 29,6                |
| 2013 год, °C                             | −14,8                                    | −10,6                                    | −3,3                                     | 3,7                                      | 8,7                                      | 13,9                                     | 19,2                                     | 21,0                                     | 16,0                                     | 9,4                                      | 1,7                                      | −8,6                                     | 4,8                                      | −0,1                | −23,6              | 30,2                |
| 2014 год, °C                             | −11,8                                    | −10,4                                    | −0,5                                     | 7,4                                      | 10,6                                     | 15,2                                     | 19,7                                     | 20,2                                     | 16,2                                     | 8,8                                      | 1,5                                      | −11,8                                    | 5,4                                      | 0,5                 | −22,6              | 28,1                |
| 2015 год, °C                             | −10,5                                    | −7,1                                     | 0,1                                      | 5,1                                      | 10,6                                     | 13,9                                     | 18,6                                     | 20,2                                     | 17,0                                     | 8,9                                      | −2,6                                     | −6,1                                     | 5,7                                      | 0,8                 | −21,2              | 30,5                |
| 2016 год, °C                             | −12,4                                    | −8,3                                     | 0,3                                      | 5,2                                      | 11,0                                     | 12,7                                     | 18,1                                     | 21,4                                     | 16,5                                     | 7,7                                      | −4,5                                     | −7,7                                     | 5                                        | 0,1                 | −21,8              | 29,2                |
| 2017 год, °C                             | −9,8                                     | −6,6                                     | 0,4                                      | 6,8                                      | 11,1                                     | 13,7                                     | 20,3                                     | 19,6                                     | 16,9                                     | 8,5                                      | −1,5                                     | −11,0                                    | 5,7                                      | 0,8                 | −21,3              | 32,8                |
| 2018 год, °C                             | −12,7                                    | −10,6                                    | −2,2                                     | 5,7                                      | 10,2                                     | 13,5                                     | 18,5                                     | 19,9                                     | 16,4                                     | 10,4                                     | 1,1                                      | −7,7                                     | 5,2                                      | 0,3                 | −25,1              | 31,3                |
| 2019 год, °C                             | −8,3                                     | −5,5                                     | 1,1                                      | 6,3                                      | 11,7                                     | 13,0                                     | 17,1                                     | 19,6                                     | 17,3                                     | 10,0                                     | −0,9                                     | −8,3                                     | 6,1                                      | 1,2                 | −20,0              | 30,3                |
| ---------------------------------------- | ---------------------------------------- | ---------------------------------------- | ---------------------------------------- | ---------------------------------------- | ---------------------------------------- | ---------------------------------------- | ---------------------------------------- | ---------------------------------------- | ---------------------------------------- | ---------------------------------------- | ---------------------------------------- | ---------------------------------------- | ---------------------------------------- | ------------------- | ------------------ | ------------------- |

### Температура земли
| Среднесуточная температура земли | Среднесуточная температура земли | Среднесуточная температура земли | Среднесуточная температура земли | Среднесуточная температура земли | Среднесуточная температура земли | Среднесуточная температура земли | Среднесуточная температура земли | Среднесуточная температура земли | Среднесуточная температура земли | Среднесуточная температура земли | Среднесуточная температура земли | Среднесуточная температура земли |
| Янв                              | Фев                              | Мар                              | Апр                              | Май                              | Июн                              | Июл                              | Авг                              | Сен                              | Окт                              | Ноя                              | Дек                              | Год                              |
| −16,1 °C                         | −11,6 °C                         | −2,7 °C                          | 7,4 °C                           | 13,9 °C                          | 18,4 °C                          | 21,0 °C                          | 21,1 °C                          | 15,5 °C                          | 7,3 °C                           | −3,1 °C                          | −12,6 °C                         | 5,0 °C                           |
| -------------------------------- | -------------------------------- | -------------------------------- | -------------------------------- | -------------------------------- | -------------------------------- | -------------------------------- | -------------------------------- | -------------------------------- | -------------------------------- | -------------------------------- | -------------------------------- | -------------------------------- |

### Температура воды
Купальный сезон во Владивостоке, как правило, в июле—сентябре. Наиболее тёплая вода в августе и начале сентября, когда температура воды по вечерам составляет 22—23 °С.
| Показатель              | Янв. | Фев. | Март | Апр. | Май  | Июнь | Июль | Авг. | Сен. | Окт. | Нояб. | Дек. | Год  |
| ----------------------- | ---- | ---- | ---- | ---- | ---- | ---- | ---- | ---- | ---- | ---- | ----- | ---- | ---- |
| Абсолютный максимум, °C | 1,6  | 1,3  | 4,1  | 8,5  | 15,7 | 20,8 | 25,0 | 26,5 | 24,8 | 19,9 | 14,6  | 6,5  | 26,5 |
| Средний максимум, °C    | −0,4 | −0,4 | 1,4  | 5,0  | 10,9 | 16,1 | 20,6 | 22,9 | 21,1 | 15,6 | 8,5   | 2,8  | 10,4 |
| Средняя температура, °C | −1,2 | −1,1 | 0,3  | 3,7  | 9,0  | 14,3 | 18,8 | 21,5 | 19,7 | 13,9 | 6,1   | 1,4  | 8,9  |
| Средний минимум, °C     | −1,4 | −1,3 | −0,2 | 2,7  | 7,9  | 13,0 | 17,1 | 20,2 | 17,9 | 11,7 | 4,8   | 0,6  | 7,8  |
| Абсолютный минимум, °C  | −2   | −1,9 | −1,7 | −0,1 | 4,6  | 9,2  | 11,8 | 16,1 | 12,4 | 5,1  | 0,6   | −1,9 | −2   |

### Осадки

#### Уровень осадков
| Месяц    | Средний | Месячный минимум | Месячный максимум | Суточный максимум |
| -------- | ------- | ---------------- | ----------------- | ----------------- |
| январь   | 9       | 0 (1942)         | 73 (2002)         | 48 (1964)         |
| февраль  | 13      | 0 (1934)         | 66 (2006)         | 45 (2007)         |
| март     | 23      | 0 (1969)         | 101 (2007)        | 59 (2007)         |
| апрель   | 49      | 8 (1958)         | 152 (2006)        | 69 (1979)         |
| май      | 74      | 6 (1984)         | 193 (1955)        | 108 (2007)        |
| июнь     | 116     | 12 (1917)        | 340 (1931)        | 138 (1931)        |
| июль     | 139     | 20 (1931)        | 403 (2005)        | 244 (1990)        |
| август   | 159     | 4 (1991)         | 521 (2019)        | 168 (2001)        |
| сентябрь | 139     | 9 (1997)         | 352 (1994)        | 178 (1956)        |
| октябрь  | 65      | 0,5 (1986)       | 186 (1974)        | 142 (1967)        |
| ноябрь   | 26      | 0,5 (1941)       | 159 (1919)        | 127 (1919)        |
| декабрь  | 14      | 0 (1934)         | 124 (1939)        | 79 (1939)         |
| год      | 826     | 420 (1937)       | 1272 (1974)       | 244 (1990)        |

#### Кол-во дней с твёрдыми, жидкими и смешанными осадками
| вид осадков | янв | фев | мар | апр | май | июн | июл | авг | сен | окт | ноя | дек | год |
| ----------- | --- | --- | --- | --- | --- | --- | --- | --- | --- | --- | --- | --- | --- |
| твердые     | 5   | 6   | 6   | 2   | 0.1 | 0   | 0   | 0   | 0   | 0.5 | 3   | 6   | 28  |
| смешанные   | 0.1 | 0.2 | 1   | 2   | 0.2 | 0   | 0   | 0.1 | 0   | 0.6 | 2   | 0.3 | 6   |
| жидкие      | 0.1 | 0.1 | 0.8 | 8   | 13  | 18  | 18  | 15  | 10  | 7   | 2   | 0.5 | 92  |

#### Снежный покров
| месяц            | окт | ноя | дек | янв | фев | мар | апр | май |
| ---------------- | --- | --- | --- | --- | --- | --- | --- | --- |
| число дней       | 0   | 7   | 19  | 22  | 17  | 10  | 2   | 0   |
| высота (см)      | 0   | 1   | 3   | 3   | 2   | 1   | 0   | 0   |
| макс.высота (см) | 4   | 33  | 50  | 41  | 50  | 50  | 24  | 1   |

### Ветер

#### Скорость ветра
Средняя скорость ветра в городе — 6,2 м/с.
| Скорость ветра      | Скорость ветра | Скорость ветра | Скорость ветра | Скорость ветра | Скорость ветра | Скорость ветра | Скорость ветра | Скорость ветра | Скорость ветра | Скорость ветра | Скорость ветра | Скорость ветра | Скорость ветра |
| Месяц               | Янв            | Фев            | Мар            | Апр            | Май            | Июн            | Июл            | Авг            | Сен            | Окт            | Ноя            | Дек            | Год            |
| Скорость ветра, м/с | 6,9            | 6,8            | 6,1            | 6,5            | 6,4            | 5,9            | 5,5            | 5,5            | 5,6            | 6,5            | 6,5            | 6,3            | 6,2            |
| ------------------- | -------------- | -------------- | -------------- | -------------- | -------------- | -------------- | -------------- | -------------- | -------------- | -------------- | -------------- | -------------- | -------------- |

#### Повторяемость различных направлений ветра, в процентах
| направление | янв | фев | мар | апр | май | июн | июл | авг | сен | окт | ноя | дек | год |
| ----------- | --- | --- | --- | --- | --- | --- | --- | --- | --- | --- | --- | --- | --- |
| С           | 66  | 61  | 40  | 22  | 16  | 9   | 10  | 21  | 30  | 36  | 47  | 60  | 34  |
| СВ          | 3   | 3   | 2   | 2   | 1   | 1   | 1   | 2   | 2   | 2   | 2   | 2   | 2   |
| В           | 1   | 1   | 1   | 2   | 2   | 2   | 2   | 2   | 2   | 1   | 1   | 1   | 1   |
| ЮВ          | 6   | 8   | 12  | 22  | 27  | 31  | 30  | 23  | 15  | 15  | 12  | 7   | 17  |
| Ю           | 6   | 8   | 18  | 29  | 33  | 41  | 42  | 35  | 27  | 19  | 12  | 8   | 23  |
| ЮЗ          | 2   | 2   | 7   | 9   | 9   | 9   | 9   | 8   | 9   | 6   | 4   | 3   | 6   |
| З           | 2   | 2   | 4   | 4   | 3   | 3   | 2   | 3   | 4   | 4   | 2   | 2   | 3   |
| СЗ          | 15  | 16  | 16  | 10  | 8   | 4   | 4   | 7   | 12  | 16  | 20  | 17  | 12  |
| штиль       | 1   | 1   | 2   | 1   | 1   | 1   | 2   | 3   | 2   | 1   | 2   | 1   | 1   |

| Относительная влажность воздуха | Относительная влажность воздуха | Относительная влажность воздуха | Относительная влажность воздуха | Относительная влажность воздуха | Относительная влажность воздуха | Относительная влажность воздуха | Относительная влажность воздуха | Относительная влажность воздуха | Относительная влажность воздуха | Относительная влажность воздуха | Относительная влажность воздуха | Относительная влажность воздуха | Относительная влажность воздуха |
| Месяц                           | Янв                             | Фев                             | Мар                             | Апр                             | Май                             | Июн                             | Июл                             | Авг                             | Сен                             | Окт                             | Ноя                             | Дек                             | Год                             |
| Влажность воздуха, %            | 58                              | 57                              | 60                              | 67                              | 76                              | 87                              | 92                              | 88                              | 77                              | 65                              | 60                              | 60                              | 71                              |
| ------------------------------- | ------------------------------- | ------------------------------- | ------------------------------- | ------------------------------- | ------------------------------- | ------------------------------- | ------------------------------- | ------------------------------- | ------------------------------- | ------------------------------- | ------------------------------- | ------------------------------- | ------------------------------- |

| Облачность                | Облачность | Облачность | Облачность | Облачность | Облачность | Облачность | Облачность | Облачность | Облачность | Облачность | Облачность | Облачность | Облачность |
| Месяц                     | Янв        | Фев        | Мар        | Апр        | Май        | Июн        | Июл        | Авг        | Сен        | Окт        | Ноя        | Дек        | Год        |
| Общая облачность, баллов  | 2,7        | 3,3        | 4,2        | 5,6        | 6,3        | 7,1        | 7,7        | 6,8        | 5,3        | 4,5        | 3,7        | 3,3        | 5,0        |
| Нижняя облачность, баллов | 0,5        | 0,9        | 1,7        | 2,3        | 3,3        | 4,8        | 5,7        | 4,8        | 3,3        | 2,7        | 1,7        | 1,1        | 2,7        |
| ------------------------- | ---------- | ---------- | ---------- | ---------- | ---------- | ---------- | ---------- | ---------- | ---------- | ---------- | ---------- | ---------- | ---------- |

| Число ясных, облачных и пасмурных дней при учёте общей облачности | Число ясных, облачных и пасмурных дней при учёте общей облачности | Число ясных, облачных и пасмурных дней при учёте общей облачности | Число ясных, облачных и пасмурных дней при учёте общей облачности | Число ясных, облачных и пасмурных дней при учёте общей облачности | Число ясных, облачных и пасмурных дней при учёте общей облачности | Число ясных, облачных и пасмурных дней при учёте общей облачности | Число ясных, облачных и пасмурных дней при учёте общей облачности | Число ясных, облачных и пасмурных дней при учёте общей облачности | Число ясных, облачных и пасмурных дней при учёте общей облачности | Число ясных, облачных и пасмурных дней при учёте общей облачности | Число ясных, облачных и пасмурных дней при учёте общей облачности | Число ясных, облачных и пасмурных дней при учёте общей облачности | Число ясных, облачных и пасмурных дней при учёте общей облачности |
| Месяц                                                             | Янв                                                               | Фев                                                               | Мар                                                               | Апр                                                               | Май                                                               | Июн                                                               | Июл                                                               | Авг                                                               | Сен                                                               | Окт                                                               | Ноя                                                               | Дек                                                               | Год                                                               |
| Ясных дней                                                        | 15                                                                | 11                                                                | 7                                                                 | 4                                                                 | 2                                                                 | 1                                                                 | 1                                                                 | 2                                                                 | 4                                                                 | 7                                                                 | 9                                                                 | 11                                                                | 74                                                                |
| Облачных дней                                                     | 14                                                                | 15                                                                | 19                                                                | 19                                                                | 18                                                                | 14                                                                | 13                                                                | 14                                                                | 19                                                                | 20                                                                | 18                                                                | 17                                                                | 200                                                               |
| Пасмурных дней                                                    | 2                                                                 | 2                                                                 | 5                                                                 | 7                                                                 | 11                                                                | 15                                                                | 17                                                                | 15                                                                | 7                                                                 | 4                                                                 | 3                                                                 | 3                                                                 | 91                                                                |
| ----------------------------------------------------------------- | ----------------------------------------------------------------- | ----------------------------------------------------------------- | ----------------------------------------------------------------- | ----------------------------------------------------------------- | ----------------------------------------------------------------- | ----------------------------------------------------------------- | ----------------------------------------------------------------- | ----------------------------------------------------------------- | ----------------------------------------------------------------- | ----------------------------------------------------------------- | ----------------------------------------------------------------- | ----------------------------------------------------------------- | ----------------------------------------------------------------- |

| Число ясных, облачных и пасмурных дней при учёте нижней облачности | Число ясных, облачных и пасмурных дней при учёте нижней облачности | Число ясных, облачных и пасмурных дней при учёте нижней облачности | Число ясных, облачных и пасмурных дней при учёте нижней облачности | Число ясных, облачных и пасмурных дней при учёте нижней облачности | Число ясных, облачных и пасмурных дней при учёте нижней облачности | Число ясных, облачных и пасмурных дней при учёте нижней облачности | Число ясных, облачных и пасмурных дней при учёте нижней облачности | Число ясных, облачных и пасмурных дней при учёте нижней облачности | Число ясных, облачных и пасмурных дней при учёте нижней облачности | Число ясных, облачных и пасмурных дней при учёте нижней облачности | Число ясных, облачных и пасмурных дней при учёте нижней облачности | Число ясных, облачных и пасмурных дней при учёте нижней облачности | Число ясных, облачных и пасмурных дней при учёте нижней облачности |
| Месяц                                                              | Янв                                                                | Фев                                                                | Мар                                                                | Апр                                                                | Май                                                                | Июн                                                                | Июл                                                                | Авг                                                                | Сен                                                                | Окт                                                                | Ноя                                                                | Дек                                                                | Год                                                                |
| Ясных дней                                                         | 28                                                                 | 23                                                                 | 20                                                                 | 15                                                                 | 11                                                                 | 6                                                                  | 5                                                                  | 6                                                                  | 12                                                                 | 14                                                                 | 19                                                                 | 25                                                                 | 184                                                                |
| Облачных дней                                                      | 3                                                                  | 4                                                                  | 10                                                                 | 13                                                                 | 16                                                                 | 16                                                                 | 16                                                                 | 17                                                                 | 16                                                                 | 15                                                                 | 10                                                                 | 6                                                                  | 142                                                                |
| Пасмурных дней                                                     | 0                                                                  | 1                                                                  | 1                                                                  | 2                                                                  | 4                                                                  | 8                                                                  | 10                                                                 | 8                                                                  | 2                                                                  | 2                                                                  | 1                                                                  | 0                                                                  | 39                                                                 |
| ------------------------------------------------------------------ | ------------------------------------------------------------------ | ------------------------------------------------------------------ | ------------------------------------------------------------------ | ------------------------------------------------------------------ | ------------------------------------------------------------------ | ------------------------------------------------------------------ | ------------------------------------------------------------------ | ------------------------------------------------------------------ | ------------------------------------------------------------------ | ------------------------------------------------------------------ | ------------------------------------------------------------------ | ------------------------------------------------------------------ | ------------------------------------------------------------------ |

### Солнечная радиация
| Сумма солнечной радиации, кВтч/м²                                                    | Сумма солнечной радиации, кВтч/м²                                                    | Сумма солнечной радиации, кВтч/м²                                                    | Сумма солнечной радиации, кВтч/м²                                                    | Сумма солнечной радиации, кВтч/м²                                                    | Сумма солнечной радиации, кВтч/м²                                                    | Сумма солнечной радиации, кВтч/м²                                                    | Сумма солнечной радиации, кВтч/м²                                                    | Сумма солнечной радиации, кВтч/м²                                                    | Сумма солнечной радиации, кВтч/м²                                                    | Сумма солнечной радиации, кВтч/м²                                                    | Сумма солнечной радиации, кВтч/м²                                                    | Сумма солнечной радиации, кВтч/м²                                                    |                                                                                      |
| Янв                                                                                  | Фев                                                                                  | Мар                                                                                  | Апр                                                                                  | Май                                                                                  | Июн                                                                                  | Июл                                                                                  | Авг                                                                                  | Сен                                                                                  | Окт                                                                                  | Ноя                                                                                  | Дек                                                                                  | Год                                                                                  |                                                                                      |
| 68,5                                                                                 | 90,1                                                                                 | 133,6                                                                                | 141,6                                                                                | 167,1                                                                                | 144,0                                                                                | 134,5                                                                                | 132,4                                                                                | 123,9                                                                                | 99,5                                                                                 | 66,9                                                                                 | 56,4                                                                                 | 1358,5                                                                               |                                                                                      |
| Солнечное сияние, часов за месяц (данные из справочника по климату СССР вып. 1966г). | Солнечное сияние, часов за месяц (данные из справочника по климату СССР вып. 1966г). | Солнечное сияние, часов за месяц (данные из справочника по климату СССР вып. 1966г). | Солнечное сияние, часов за месяц (данные из справочника по климату СССР вып. 1966г). | Солнечное сияние, часов за месяц (данные из справочника по климату СССР вып. 1966г). | Солнечное сияние, часов за месяц (данные из справочника по климату СССР вып. 1966г). | Солнечное сияние, часов за месяц (данные из справочника по климату СССР вып. 1966г). | Солнечное сияние, часов за месяц (данные из справочника по климату СССР вып. 1966г). | Солнечное сияние, часов за месяц (данные из справочника по климату СССР вып. 1966г). | Солнечное сияние, часов за месяц (данные из справочника по климату СССР вып. 1966г). | Солнечное сияние, часов за месяц (данные из справочника по климату СССР вып. 1966г). | Солнечное сияние, часов за месяц (данные из справочника по климату СССР вып. 1966г). | Солнечное сияние, часов за месяц (данные из справочника по климату СССР вып. 1966г). | Солнечное сияние, часов за месяц (данные из справочника по климату СССР вып. 1966г). |
| Янв                                                                                  | Фев                                                                                  | Мар                                                                                  | Апр                                                                                  | Май                                                                                  | Июн                                                                                  | Июл                                                                                  | Авг                                                                                  | Сен                                                                                  | Окт                                                                                  | Ноя                                                                                  | Дек                                                                                  | Год                                                                                  |                                                                                      |
| 192                                                                                  | 194                                                                                  | 206                                                                                  | 186                                                                                  | 178                                                                                  | 136                                                                                  | 125                                                                                  | 163                                                                                  | 204                                                                                  | 205                                                                                  | 169                                                                                  | 173                                                                                  | 2131                                                                                 |                                                                                      |
| ------------------------------------------------------------------------------------ | ------------------------------------------------------------------------------------ | ------------------------------------------------------------------------------------ | ------------------------------------------------------------------------------------ | ------------------------------------------------------------------------------------ | ------------------------------------------------------------------------------------ | ------------------------------------------------------------------------------------ | ------------------------------------------------------------------------------------ | ------------------------------------------------------------------------------------ | ------------------------------------------------------------------------------------ | ------------------------------------------------------------------------------------ | ------------------------------------------------------------------------------------ | ------------------------------------------------------------------------------------ | ------------------------------------------------------------------------------------ |

### Кол-во дней с различными погодными явлениями
| Число дней с различными явлениями | Число дней с различными явлениями | Число дней с различными явлениями | Число дней с различными явлениями | Число дней с различными явлениями | Число дней с различными явлениями | Число дней с различными явлениями | Число дней с различными явлениями | Число дней с различными явлениями | Число дней с различными явлениями | Число дней с различными явлениями | Число дней с различными явлениями | Число дней с различными явлениями | Число дней с различными явлениями |
| Месяц                             | Янв                               | Фев                               | Мар                               | Апр                               | Май                               | Июн                               | Июл                               | Авг                               | Сен                               | Окт                               | Ноя                               | Дек                               | Год                               |
| Дождь                             | 0,3                               | 0,3                               | 2                                 | 11                                | 16                                | 20                                | 20                                | 17                                | 12                                | 10                                | 5                                 | 1                                 | 115                               |
| Снег                              | 6                                 | 7                                 | 8                                 | 4                                 | 0,3                               | 0                                 | 0                                 | 0                                 | 0                                 | 1                                 | 6                                 | 7                                 | 39                                |
| Туман                             | 1                                 | 2                                 | 7                                 | 12                                | 15                                | 23                                | 23                                | 16                                | 6                                 | 5                                 | 4                                 | 2                                 | 116                               |
| Гроза                             | 0,1                               | 0                                 | 0,03                              | 0,3                               | 1                                 | 2                                 | 1                                 | 1                                 | 3                                 | 1                                 | 0,2                               | 0,1                               | 9                                 |
| Роса                              | 0                                 | 0                                 | 0,03                              | 2                                 | 5                                 | 5                                 | 6                                 | 9                                 | 14                                | 8                                 | 2                                 | 0,1                               | 51                                |
| Иней                              | 9                                 | 9                                 | 9                                 | 3                                 | 0,1                               | 0                                 | 0                                 | 0                                 | 0                                 | 2                                 | 6                                 | 9                                 | 47                                |
| Метель                            | 3                                 | 3                                 | 3                                 | 0,8                               | 0,03                              | 0                                 | 0                                 | 0                                 | 0                                 | 0,3                               | 2                                 | 3                                 | 15                                |
| Позёмок                           | 2                                 | 2                                 | 0,8                               | 0,1                               | 0                                 | 0                                 | 0                                 | 0                                 | 0                                 | 0                                 | 1                                 | 1                                 | 7                                 |
| Гололёд                           | 0,03                              | 0,1                               | 0,4                               | 0,2                               | 0                                 | 0                                 | 0                                 | 0                                 | 0                                 | 0,06                              | 0,4                               | 0,1                               | 1                                 |
| Изморозь                          | 0,4                               | 0,7                               | 0,7                               | 0,2                               | 0                                 | 0                                 | 0                                 | 0                                 | 0                                 | 0,03                              | 0,2                               | 0,2                               | 2                                 |
| --------------------------------- | --------------------------------- | --------------------------------- | --------------------------------- | --------------------------------- | --------------------------------- | --------------------------------- | --------------------------------- | --------------------------------- | --------------------------------- | --------------------------------- | --------------------------------- | --------------------------------- | --------------------------------- |